# Catharina Justander
Catharina Justander, född september 1723, död 5 oktober 1778, var en finländsk missionär. Hon spelade som missionär en ledande roll i att sprida ut herrnhutismen i Finland.